# Bara (volk)
De Bara zijn een semi-nomadische etnische groep in Madagaskar. De Bara vormen naar schatting 3,3% van de bevolking van Madagaskar. Enkele duizenden Bara wonen op het eiland Réunion ten oosten van Madagaskar. 
De Bara stammen net als de Sakalava af van Bantoevolken en worden wel gezien als de meest 'Afrikaanse' van de Malagassische volken. Een groot deel van de Bara spreekt Bara-Malagasi, een dialect van het Malagassisch, dat weer een tak vormt van de Baritotalen uit zuidelijk Borneo.

## Geschiedenis

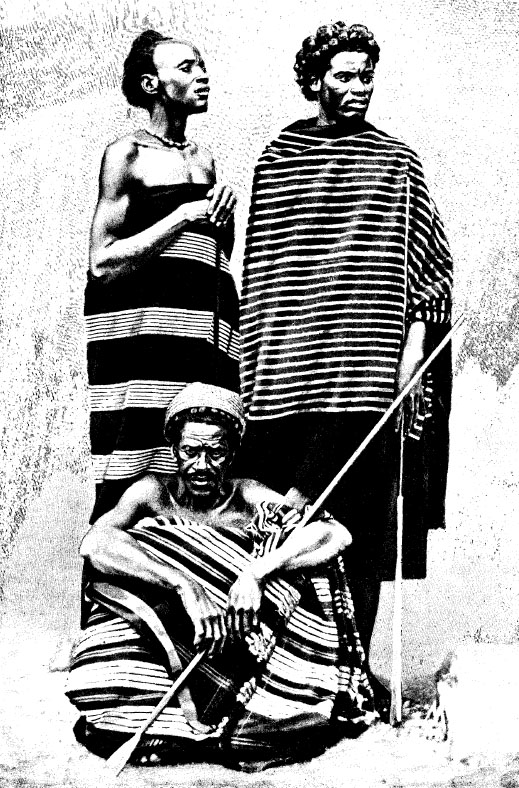
Koning Isambo van de Bara-Iantsantsa (1906)

Een team van genetici heeft aangetoond dat de Malagassiërs ongeveer evenveel van Afrikaanse als van Borneose origine zijn, zowel langs maternale als paternale weg. Veel multidisciplinair onderzoek, zowel archeologisch, genetisch, taalkundig als historisch, had reeds de Borneose oorsprong van de Malagassiërs aangetoond. De vroegste bewoners van Madagaskar werden in de orale tradities aangeduid als de 'Ntaolo', wat grofweg kan worden vertaald als 'de oudsten'. Uit deze 'Ntaolo' ontstonden de Vazimba ("mensen uit het bos"), die in het binnenland gingen wonen en de Vezo ("zij van de kust"), die aan de westkust bleven wonen, de vermoedelijke plek waar de eerste mensen aan land gingen rond 300 v.Chr. Tussen 1000 en 1600 kwamen steeds meer mensen naar Madagaskar, zoals Shirazi Perzen, Arabische Omanieten en gearabiseerde Joden uit het Midden-Oosten, Gujarati Indiërs, Maleiers, Javanezen en Boeginezen uit Azië en Portugezen uit Europa. In het binnenland leidde de strijd om de macht tot het ontstaan van verschillende Vazimbaclans, die uitgroeiden tot koninkrijken en de huidige etniciteiten Merina, Betsileo, Bezanozano, Sihanaka, Tsimihety en de Bara. 
De Bara woonden oorspronkelijk in het gebied ten zuidwesten van Toliara en trokken later naar hun huidige woonplaatsen rond Ihosy en Betroka. 
In de 18e en begin 19e eeuw veroverde de Bara-clan van de Zafimanely vanuit het zuidoosten het Baragebied en ontstond de naam Bara voor alle clans die door de Zafimanely werden onderworpen. In de loop van de 19e eeuw splitsten de Zafinamely zich op in verschillende clans. Eind 19e eeuw waren er 2 grote, 2 middelgrote en 12 kleine Baraclans. De grote clans, die aparte koninkrijkjes vormden, waren de Bara-bé in het centrale Bara-gebied (het Horombeplateau), de Iantsantsa in het oosten (Ranotsaravlakte) en de Imamono ten westen van het Isalogebergte. In het zuiden van het Horombeplateau leefde de clan van de TeVinda en in het zuidoosten de TeVondro (of Antivondro). Deze beide clans hadden een semiautonome status. De Bara behoorden tot de weinige volken die nooit volledig door de Merina werden onderworpen, al hadden de Merina vanaf 1877 wel een militair garnizoen in Ihosy, op de kruising van de Ranotsaravlakte en het Horombeplateau. Uit Ivohibe werden ze echter weer snel verdreven door de Bara. Nadat de Fransen de Merina versloegen in 1895 en Frans-Madagaskar stichtten, duurde het nog 10 jaar alvorens de troepen van Gallieni het gebied van de Bara volledig onder hun gezag hadden gebracht. Om hun positie te versterken legerden ze eveneens een militair garnizoen in het strategisch gelegen Ihosy.

## Verspreiding

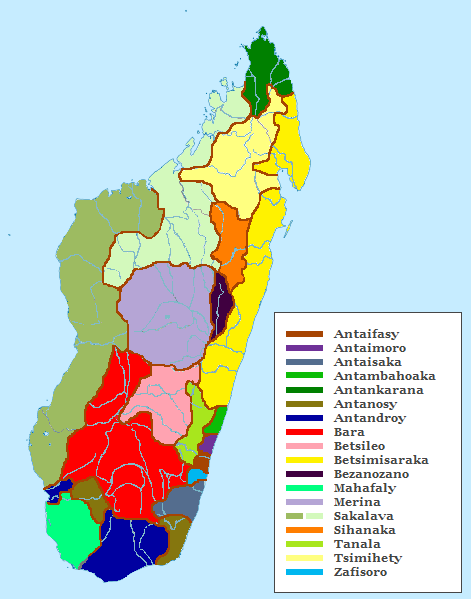
verspreiding van de etnische groepen van Madagaskar

De Bara leven ten zuiden van de Betsileo in de droge gebieden in het zuiden van het Centraal Hoogland in het gebied rond de plaatsen Ihosy en Betroka in de voormalige provincie Toliara. Een kleiner aantal woont in de vroegere provincie Fianarantsoa ten oosten hiervan. Ihosy wordt vaak gezien als de 'hoofdstad' van de Bara.

## Samenleving, cultuur en gebruiken
De Bara zijn verdeeld in 5 clans. De sociale structuur is in veel opzichten vergelijkbaar met die van de aangrenzende Betsileo, waarmee hun leiders vroeger verbonden waren door bloedbanden en waarmee ze eeuwenlang hetzelfde territorium deelden in het Centraal Hoogland. Lange tijd kenden de Bara slavernij: Pas na inwerkingtreding van Frans-Madagaskar eind 19e eeuw werd de slavernij afgeschaft. Deze vroegere slavernij heeft sporen achter gelaten in hun maatschappelijk leven. De Barasamenleving is nog steeds sterk hiërarchisch ingesteld en verdeeld in kastes. De Bara zijn polygaam. Vrouwen hebben bij de Bara een lagere sociale status dan mannen. 

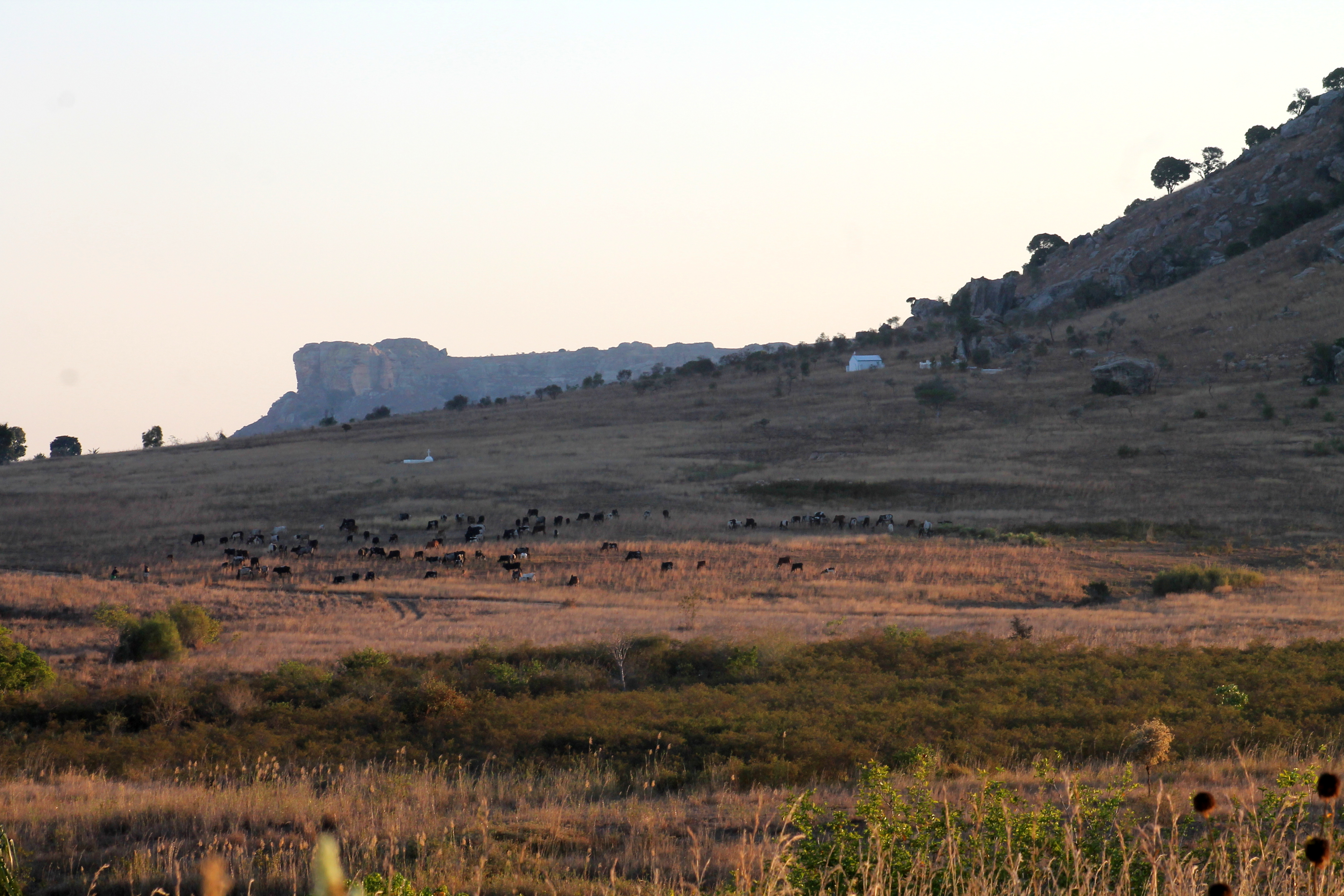
Bara hoeden zeboes in het Nationaal park Isalo.

De Bara zijn nomadisten. De Bara zijn het meest pastoralistische volk van Madagaskar en houden grote kuddes zeboes, al wordt om zelfvoorzienend te zijn vaak ook rijst verbouwd. In sommige Baragebieden wonen meer zeboes dan mensen. Rond deze vorm van veeteelt zijn bij de Bara veel tradities en gewoonten ontstaan. Een van deze tradities is de dahalo, een vorm van veediefstal waarbij een aankomende bruidegom een zeboe dient te stelen om deze als geschenk te kunnen aanbieden aan zijn schoonfamilie als een soort bruidsschat. Hiermee moet hij tevens zijn dapperheid en masculiniteit demonstreren als dappere krijger, iets waar de Bara bekend om staan. Een Baraman die bij de dahalo wordt gepakt en in de cel belandt, verwerft hierdoor een hogere sociale status onder andere Bara. Tegenwoordig wordt de dahalo echter nog maar weinig uitgevoerd. Veel veediefstal vindt tegenwoordig plaats door georganiseerde bendes, waarbij de Bara niet zelden ten onrechte van deze veediefstal wordt beschuldigd.
Een populaire sport onder de Bara is het zeboeworstelen, waarbij een zeboe vastgezet wordt aan een pin in een arena en wordt opgehitst om het dier boos te maken, waarna een deelnemer de zeboe van achteren besluipt om op zijn rug te springen en aldaar te proberen zo lang mogelijk te blijven zitten zonder door het dier te worden verwond. Deze sport wordt gezien als een rite de passage voor jongemannen.

## Religie

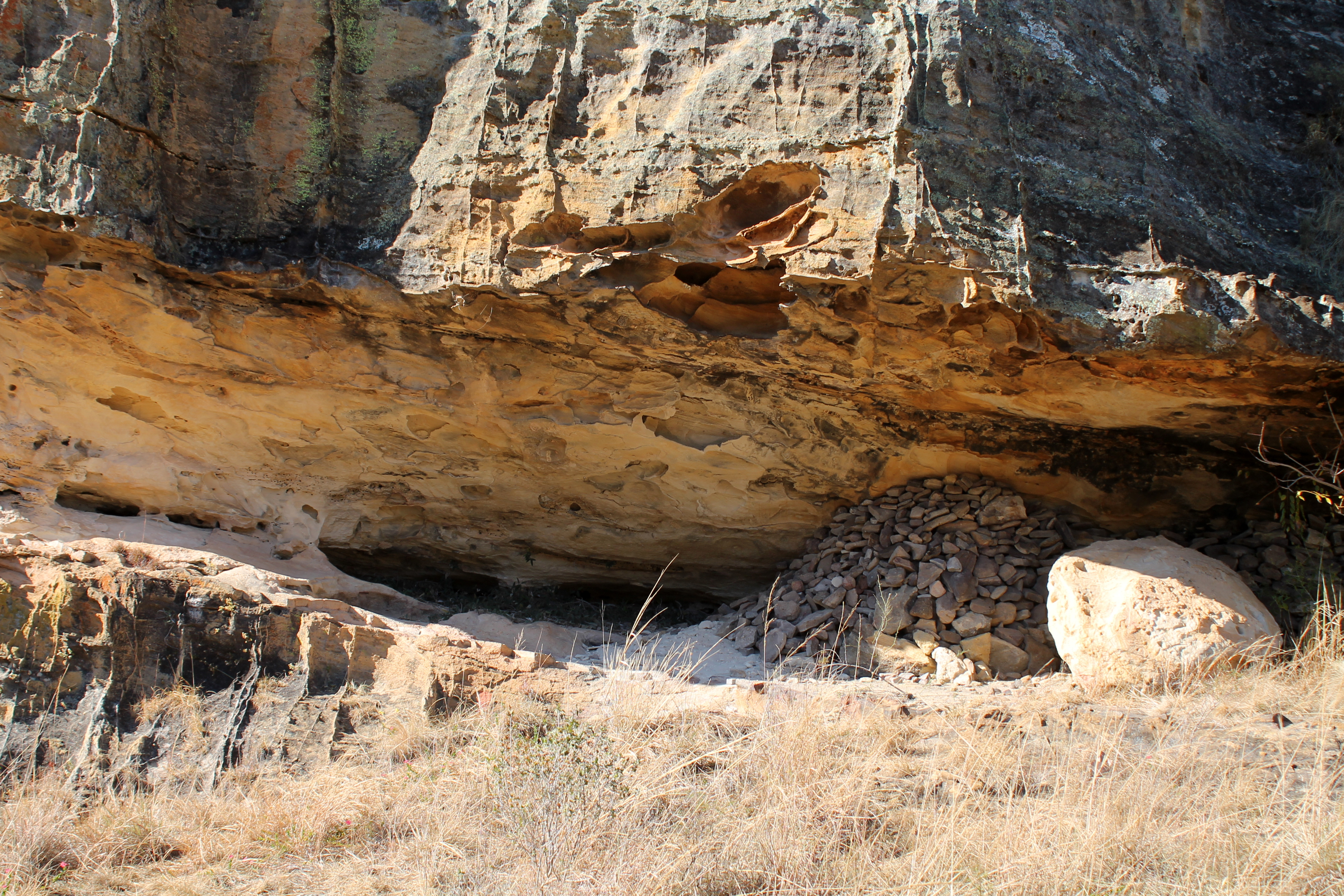
Bara-tombe in het nationaal park Isalo

De meeste Bara's hebben zich onder invloed van Europese missionarissen vanaf de tweede helft van de 19e eeuw bekeerd tot het christendom en zijn nu protestant of katholiek. De meeste Bara houden echter desondanks vast aan hun traditionele animistische gebruiken, goden, geesten en magie. De Bara begraven hun doden in natuurlijke graven en knippen eerst het haar van de doden om hun rouw tot uitdrukking te brengen. De geesten van de doden worden beschouwd als gevaarlijk en in het verleden zijn sommige Baragemeenschappen na de dood van een bepaald persoon vertrokken naar een andere plaats om de geest van de dode achter zich te kunnen laten. Daarnaast geloven de Bara in natuurgeesten zoals de helo die zich zouden ophouden naast bomen.

## Kunst
De Bara zijn bekend om hun dansen en houtsnijwerk. Hun houten beelden hebben lange oogleden die worden gemaakt uit mensenhaar.